# Reumatoid artrit
Reumatoid artrit (RA), även kallad ledgångsreumatism, är en autoimmun sjukdom som kännetecknas av kronisk inflammation (artrit) och smärta (artralgi) i kroppens leder. Inflammationen har stark förmåga att bryta ned brosk, intilliggande ben, senor och artärer.
Orsaken är något oklar, men tros vara multifaktoriell. RA drabbar 0,5–1 % av befolkningen i västvärlden, är vanligare bland amerikansk ursprungsbefolkning och mindre vanlig i Östasien. 2–3 gånger fler kvinnor än män drabbas, och bland yngre med RA är kvinnor desto mer överrepresenterade. Tre månader efter förlossning och under klimakteriet är risken för RA ökad. Medianåldern för insjuknande för båda könen är 55–60 år.
Genetiska faktorer och rökning ökar risken för RA. Rökning förvärrar dessutom sjukdomsförloppet. En studie visade en riskökning med 40 procent för de som rökt minst 25 cigaretter om dagen i över 20 år.

## Patofysiologi och symtom

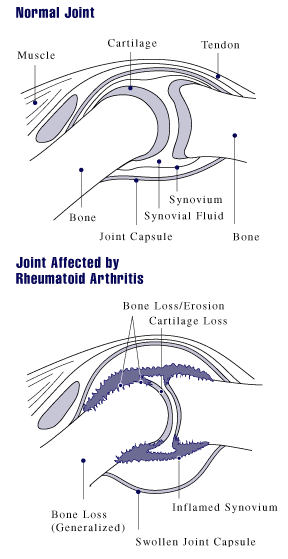
Ledförändringen vid reumatoid artrit.

RA börjar med en inflammatorisk process, som bland annat inblandar vita blodkroppar, cytokiner, interleukiner och prostaglandiner. Det kan även bildas autoantikroppar som angriper den egna vävnaden. De autoantikroppar som förekommer vid RA är reumatoid faktor och anti-CCP. Inflammationen sprider sig, och börjar drabba vävnad som tidigare inte var drabbad, vilket gör att inflammationen blir långvarig och självunderhållande. När inflammationen pågått ett tag börjar brosk, ben och andra strukturer skadas. Om inflammationen inte dämpas resulterar skadorna i ledfunktionsnedsättning och felställningar. Funktionsnedsättningen och felställningarna kan leda till att den drabbade använder musklerna i de drabbade områdena mindre, vilket kan leda till muskelförtvining. RA kan även leda till usur (benförlust).
Vanligen börjar inflammationen i fötterna och händernas mindre leder. I början går ofta sjukdomen i skov, det vill säga att perioder med symtom varvas med mer eller mindre symtomfria perioder. Senare i sjukdomsförloppet kan även axelleder, armbågsleder, höftleder, knäleder, och halsryggsleder bli inflammerade. Inflammation i halsryggslederna kan leda till stundvis instabilitet i dessa leder, vilket kan ge andnings- och cirkulationssymtom till följd av påverkan på förlängda märgen.
Symtom inkluderar svullna, ömma och stela leder. Svullnaden beror på att inflammationen ökar mängden vätska i lederna. Svullnaden är oftast värre efter lång inaktivitet, såsom på morgonen efter en natts sömn/inaktivitet. Personer med RA kan även ha en lätt förhöjd kroppstemperatur, känna sig allmänpåverkade och trötta. Dessa systematiska symtom orsakas av att inflammatoriska ämnen läckt ut i blodbanan. De kan även drabbas av kroniskt torra slemhinnor i bland annat mun, ögon och vagina. Personer vars RA drabbat knäleden kan få en vätskefylld utbuktning i knävecket, en så kallad bakercysta.
Inflammationen kan även drabba andra delar av kroppen än leder, vilket benämns som extraartikulära manifestationer. Exempel på sådana manifestationer är:
- Reumatiska knutor - knölar som bildas på tryckbelastade ytor som armbågen. Knutorna är ofarliga, men kan göra ont.[3]
- Lungsäcksinflammation (pleurit).
- Hjärtsäcksinflammation (perikardit)
- Reumatisk lunginflammation (interstitiell lungsjukdom)
- Kärlinflammation (vaskulit)

RA ökar risken för kontrakturer, näringsbrist, och hjärt- och kärlsjukdomar. Inflammatoriska ämnen som läcker ut i blodbanan kan förvärra redan existerande inflammation runt aterosklerosdrabbade hjärtkärl, vilket ökar risken för blodpropp (och därmed hjärtinfarkt).

## Diagnos
För att diagnos ska ställas måste personen uppfylla ett visst antal diagnostiska kriterier. Kriterierna berör storlek på lederna, förekomst av reumatoid faktor och anti-CCP, inflammationsparametrar (CRP och sänkningsreaktion), samt hur länge personen haft symtom. Man måste inte ha alla symtom för att få diagnosen, och diagnosen avgörs såväl av antalet symtom/tecken som deras allvarlighetsgrad.

## Behandling
Medicinsk behandling består av att så tidigt som möjligt sätta in inflammationshämmande läkemedel som bromsar sjukdomsförloppet, minskar lednedbrytning och funktionsnedsättning. Vanligast är behandling med så kallade DMARD-preparat ("disease modifying antirheumatic drugs"; sjukdomsmodifierande antireumatiska läkemedel). Kortison kan även användas, och ger ofta en snabbare effekt än DMARD. NSAID eller paracetamol kan användas för att lindra symtom. NSAID och paracetamol förebygger dock inte ledskada. Förutom den medicinska behandlingen kan även fysioterapi ges.
Selektiva immunsuppressiva medel, såsom Januskinas-hämmare [baricitinib (Olumiant), tofacitinib (Xeljanz) och upadacitinib (Rinvoq)] används bland annat mot Reumatoid artrit.

### Källhänvisningar
- Mandl, T. & Bala, V. (2016) Reumatiska sjukdomar och osteoporos. I Ekwall, A. & Jansson, A. M. Omvårdnad & medicin (s. 483–533). Studentlitteratur: Lund. ISBN  978-91-44-07664-5
- Gregersen, A-G (2011) Omvårdnad vid reumatiska sjukdomar. I Almås, H. (red.), Stubberud, D-G. (red.), Grønseth, R. (red.), Bolinder-Palmér, I. (översättning) & Olsson, K. (översättning) Klinisk omvårdnad 2 (s. 169–188). Liber: Stockholm. ISBN 978-91-47-09920-7